# Ansa Albemarle
L'ansa Albemarle (en anglès, Albemarle Sound) és una ancorada costanera de la costa atlàntica dels Estats Units, localitzada al nord-est de Carolina del Nord. Està protegida de l'oceà Atlàntic per l'escut que formen els Outer Banks, i té prop de 80 km de longitud i de 8 a 23 km d'amplària.
Està comunicada amb la badia Chesapeake per mitjà del Gran Pantà Dismal i el canal Albemarle i Chesapeake. Elizabeth City és el seu principal port.
L'estuari va ser explorat per Ralph Lane en 1585, i després va ser nomenat per George Monck.